# Utopian Land
Utopian Land (укр. Утопічна країна) — пісня грецького гурту Argo, з якою вони представляли Грецію на 61-му пісенному конкурсі Євробачення, проведеному у травні 2016 року в Стокгольмі, Швеція. Пісня написана на грецькій, понтійській та англійській мовах. Поєднує елементи хіп-хопу і традиційну понтійську музику.
«Utopian Land» виконувалася під час першого півфіналу Євробачення, 10 травня 2016. Argo не змогли набрати необхідної кількості балів, аби потрапити до фіналу.